# Homalium velutinum
Homalium velutinum är en videväxtart som beskrevs av L.A. Craven. Homalium velutinum ingår i släktet Homalium och familjen videväxter. Inga underarter finns listade i Catalogue of Life.